# Joel Moore
Joel David Moore (Portland; 25 de septiembre de 1977) es un actor, productor y director de cine estadounidense. Su debut en la pantalla grande fue con la película Foxfire de 1996. En televisión ha tenido participación en series como City Guys, Boston Public, Six Feet Under, LAX y Bones. Asimismo, ha intervenido en spots televisivos y ha trabajado como guionista. También colaboró en el video musical Waking Up in Vegas de Katy Perry.

## Primeros años
Moore nació y creció en Portland, Oregón, donde asistió a la Benson Polytechnic High School. Después de terminar la secundaria asistió al Mt. Hood Community College en Gresham, Oregón, durante dos años. En 1998 fue transferido a la Southern Oregon University en Ashland, Oregón, donde obtuvo un título en artes dramáticas y actuó durante dos veranos en el Oregón Shakespeare Festival. En el año 2000 se mudó a Los Ángeles.

## Carrera
Comenzó su carrera en anuncios publicitarios de empresas como eBay, Cingular Wireless, Best Buy y Siemens. Algunos de sus papeles más reconocidos en el cine son en Dodgeball: A True Underdog Story, Hatchet, Grandma's Boy y Avatar.
Moore ha trabajado en varias series de televisión, incluyendo LAX, CSI, The Guardian, Strong Medicine, Six Feet Under, Angel, Providence, Boomtown, Boston Public, House y Bones. Su primer papel en una película comercial fue en Dodgeball: A True Underdog Story (2004), y también es conocido por su papel en Avatar (2009), de James Cameron.
En el episodio "The Gamer in the Grease" de la serie Bones, interpretando el papel de Colin Fisher, hace referencia a su amor por la ciencia ficción, y luego va al estreno de la película Avatar, en referencia a la participación del actor en dicho filme.

## Filmografía
| Año  | Título                           | Papel                  | Notas                                      |
| ---- | -------------------------------- | ---------------------- | ------------------------------------------ |
| 1996 | Foxfire                          | First Geek             |                                            |
| 2004 | Raising Genius                   | Rolf                   |                                            |
| 2004 | Dodgeball: A True Underdog Story | Owen Dittman           |                                            |
| 2005 | Reel Guerrillas                  | Nick Walker            |                                            |
| 2006 | Grandma's Boy                    | J.P.                   |                                            |
| 2006 | The Shaggy Dog                   | Pound Employee         |                                            |
| 2006 | Art School Confidential          | Bardo                  |                                            |
| 2006 | Miles from Home                  | Miles                  |                                            |
| 2006 | The Elder Son                    | Miles                  |                                            |
| 2006 | Hatchet                          | Ben                    |                                            |
| 2007 | American Hustle                  | 3rd Spartan            |                                            |
| 2007 | El Muerto                        | Zak Silver (Los Comex) |                                            |
| 2007 | Spiral                           | Mason                  |                                            |
| 2007 | Shanghai Kiss                    | Joe                    |                                            |
| 2008 | The Hottie and the Nottie        | Nate Cooper            |                                            |
| 2008 | Weiners                          | Greg                   |                                            |
| 2008 | The Tiffany Problem              | Sam Hane               |                                            |
| 2008 | Fairy Tale Police                | Big Bad Wolf           |                                            |
| 2009 | Más allá de la duda              | Corey Finley           |                                            |
| 2009 | Bed Ridden                       | Jay                    |                                            |
| 2009 | Stuntmen                         | Troy Lebowski          |                                            |
| 2009 | Avatar                           | Dr. Norm Spellman      |                                            |
| 2010 | The Third Rule                   | Peter                  |                                            |
| 2010 | Janie Jones                      | Dave                   |                                            |
| 2010 | Julia X                          | Sam                    |                                            |
| 2011 | Grassroots                       | Grant Cogswell         |                                            |
| 2011 | Chillerama                       | Adolf Hitler           | Segmento: "The Diary of Anne Frankenstein" |
| 2011 | Shark Night                      | Gordon                 |                                            |
| 2012 | Savages                          |                        |                                            |
| 2012 | Huyendo del pasado               |                        |                                            |
| 2012 | Gone                             | Nick Massey            |                                            |
| 2021 | Hide and Seek                    | N/A                    | Director, guionista y productor            |
| 2022 | Avatar: The Way of Water         | Norm Spellman          |                                            |
| 2023 | The Retirement Plan              | Fitzsimmons            |                                            |
| 2024 | Some Other Woman                 | N/A                    | Director y productor                       |

| Año        | Título                              | Papel                 | Notas                                         |
| ---------- | ----------------------------------- | --------------------- | --------------------------------------------- |
| 2001       | Boston Public                       | Hartzell              | 2 episodios (2001–2002)                       |
| 2002       | Deep Cover                          | Pete Steinem          |                                               |
| 2002       | Boomtown                            | Usher #2              | Episodio: "Insured by Smith & Wesson"         |
| 2002       | Providence                          |                       | Episode: "The Eleventh Hour"                  |
| 2003       | Sabrina, the Teenage Witch          |                       | Episodio: "Romance Looming"                   |
| 2003       | Angel                               | Karl Vamp             | Episodio: "Salvage"                           |
| 2003       | Six Feet Under                      | Video Clerk           | Episodio: "The Opening"                       |
| 2003       | Strong Medicine                     | Dan                   | Episodio: "Bad Liver"                         |
| 2004       | The Amazing Westermans              |                       | Telefilme                                     |
| 2004       | The Guardian                        | Malcolm Reeves        | Episodio: "Sparkle"                           |
| 2004       | LAX                                 | Eddie Carson          | 9 episodios (2004–2005)                       |
| 2005       | Cooked                              | Mike                  | Telefilme                                     |
| 2005       | The Inside                          | Brian Pines           | Episodio: "Declawed"                          |
| 2005       | CSI: Crime Scene Investigation      | Guy in the Yellow Hat | Episodio: "Dog Eat Dog"                       |
| 2005       | E-Ring                              | Greg – NSA Liaison    | 5 episodios (2005–2006)                       |
| 2007       | The Dukes of Hazzard: The Beginning | Cooter                | Telefilme                                     |
| 2007       | House                               | Eddie                 | Episodios: "One Day, One Room" "Act Your Age" |
| 2008– 2010 | Bones                               | Colin Fisher          | 6 episodios                                   |
| 2008       | My Name Is Earl                     | Clyde                 | Episodio: "Quit Your Snitchin'"               |
| 2009       | Medium                              | Keith Bruning         | 4 episodios (2009–2010)                       |
| 2010       | Chuck                               | Mackintosh            | Episodio: "Chuck Versus the Couch Lock"       |
| 2011       | Hawaii Five-O                       | Sheldon Tunney        | Episodio: "Kai e'e"                           |
| 2014       | The Guest                           |                       |                                               |
| 2014       | Forever                             | Lucas Wahl            | 22 episodios (2014-2015)                      |
| 2018       | Agents of S.H.I.E.L.D.              | Noah                  | Episodio: "All the Comforts of Home"          |